# ULi Electronics
ULi Electronics Inc. est une entreprise taïwanaise fondée en décembre 2002, dont le siège social se trouve à Taipei. ULi Electronics est issue d'un spin-off de ALi Corporation, dont elle a repris une partie des activités. Le 14 décembre 2005 nVIDIA a annoncé le rachat de ULi Electronics et son intégration au sein du groupe.

## Activité
ULi Electronics est spécialisé dans la conception de chipsets de cœurs logiques, multimédia et de gestion de périphériques.
Ces chipsets sont ensuite incorporés aux cartes mères ou aux cartes filles (cartes USB 2.0) par des constructeurs tiers.